# Guarany Atlético Clube
El Guarany Atlético Clube es un equipo de Fútbol de Brasil que actualmente se encuentra inactivo.

## Historia
Fue fundado el 19 de mayo de 1955 en el municipio de Macapá, capital del estado de Amapá por Milton Correa y sus colores eran azul y amarillo, hasta que más tarde los cambiaron por azul y blanco. El club debutaría en la segunda división estatal en 1956, liga en donde jugaría en cinco temporadas hasta 1964 y también jugaría el torneo independencia de 1962.
En 1971 debuta en el Campeonato Amapaense, liga de la que sería campeón en 1977 y llegaría a las semifinales de la Copa de Amazonia, aunque sus participaciones en la primera división estatal no fueron constantes, siendo su última temporada en 1989.
En los años 1990 participaría en los torneos de categoría aficionada del estado de Amapá, donde sería campeón en tres ocasiones hasta que deja de participar en los años 2000.

## Otras secciones
Fue campeón estatal de fútbol sala en 1997 y 1998, varias veces ha sido campeón estatal de baloncesto, así como en natación y tenis de mesa, secciones que todavía continúan activas.

## Palmarés
- Campeonato Amapaense: 1

1977
- Campeonato Amapaense Aficionado: 3

1996, 1997, 1998